# E=MC² (Big Audio Dynamite)
E=MC² è un singolo del gruppo musicale britannico Big Audio Dynamite, pubblicato nel marzo 1986 come secondo estratto dal primo album in studio This Is Big Audio Dynamite.

## Successo commerciale
Il singolo ottenne successo a livello mondiale.

## Video musicale
Nel videoclip, diretto da Don Letts, compare il regista Nicolas Roeg.